# X Factor 13 - Inediti
X Factor 13 - Gli inediti è una compilation, pubblicata il 22 novembre 2019. Raccoglie i brani inediti dei concorrenti della tredicesima edizione di X Factor Italia.

## Tracce
1. Booda – Elefante – 2:47
2. COMETE – Cornflakes – 3:13
3. SERYO – Like I could – 3:06
4. Giordana Petralia – Chasing Paper – 3:40
5. Davide Rossi – Glum – 3:17
6. Sierra – Enfasi – 3:48
7. KIMONO – A domani per sempre – 3:37